# Konstsim vid olympiska sommarspelen 1984
Konstsim vid olympiska sommarspelen 1984 hölls i Los Angeles. 

## Medaljsummering
| Gren              | Guld                         | Silver                               | Brons                               |
| Solo Detaljer...  | Tracie Ruiz USA              | Carolyn Waldo Kanada                 | Miwako Motoyoshi Japan              |
| Duett Detaljer... | USA Candy Costie Tracie Ruiz | Kanada Sharon Hambrook Kelly Kryczka | Japan Saeko Kimura Miwako Motoyoshi |

## Medaljtabell
| Pl. | Nation | Guld | Silver | Brons | Totalt |
| --- | ------ | ---- | ------ | ----- | ------ |
| 1   | USA    | 2    | 0      | 0     | 2      |
| 2   | Kanada | 0    | 2      | 0     | 2      |
| 3   | Japan  | 0    | 0      | 2     | 2      |